# Liste der Biografien/Schaa
Liste der Biografien |
Portal Biografien |
Personensuche
# |
A |
B |
C |
D |
E |
F |
G |
H |
I |
J |
K |
L |
M |
N |
O |
P |
Q |
R |
S |
T |
U |
V |
W |
X |
Y |
Z |
?
 
Sa |
Sb |
Sc |
Sd |
Se |
Sf |
Sg |
Sh |
Si |
Sj |
Sk |
Sl |
Sm |
Sn |
So |
Sp |
Sq |
Sr |
Ss |
St |
Su |
Sv |
Sw |
Sy |
Sz
 
Sca–Sce |
Sch |
Sci–Scz
 
Scha |
Schc |
Schd |
Sche |
Schg |
Schi |
Schj |
Schk |
Schl |
Schm |
Schn |
Scho |
Schp |
Schr |
Schs |
Scht |
Schu |
Schv |
Schw |
Schy
 
Schaa |
Schab |
Schac |
Schad |
Schae |
Schaf |
Schag |
Schah |
Schai |
Schaj |
Schak |
Schal |
Scham |
Schan |
Schap |
Schaq |
Schar |
Schas |
Schat |
Schau |
Schav |
Schaw |
Schax |
Schay |
Schaz
Die Liste der Biografien führt alle Personen auf, die in der deutschsprachigen Wikipedia einen Artikel haben. Dieses ist eine Teilliste mit 151 Einträgen von Personen, deren Namen mit den Buchstaben „Schaa“ beginnt.

## Schaa
- Schaa, Lukas (1926–2018), deutscher Politiker (CDU), MdL

### Schaab
- Schaab, Janos (* 1960), ungarischer Maler, Fotograf und Bildhauer
- Schaab, Joseph (1843–1925), deutscher Fabrikant und Weinhändler
- Schaab, Karl Anton (1761–1855), großherzoglich hessischer Kreisrichter, Friedensrichter, Mainzer Geschichtsforscher und Lokalschriftsteller
- Schaab, Meinrad (1928–2000), deutscher Historiker
- Schaab, Robert (1817–1887), deutscher Organist, Komponist und Musikwissenschaftler
- Schaab-Hanke, Dorothee (* 1962), deutsche Sinologin
- Schaaber, Otto (1913–1981), deutscher Physiker und Hochschullehrer

### Schaac
- Schaack, Arnold (1912–1991), luxemburgischer Radrennfahrer
- Schaack, Christel (1925–2021), deutsches Fotomodell und SchönheitsköniginChristel Schaack (1925–2021)

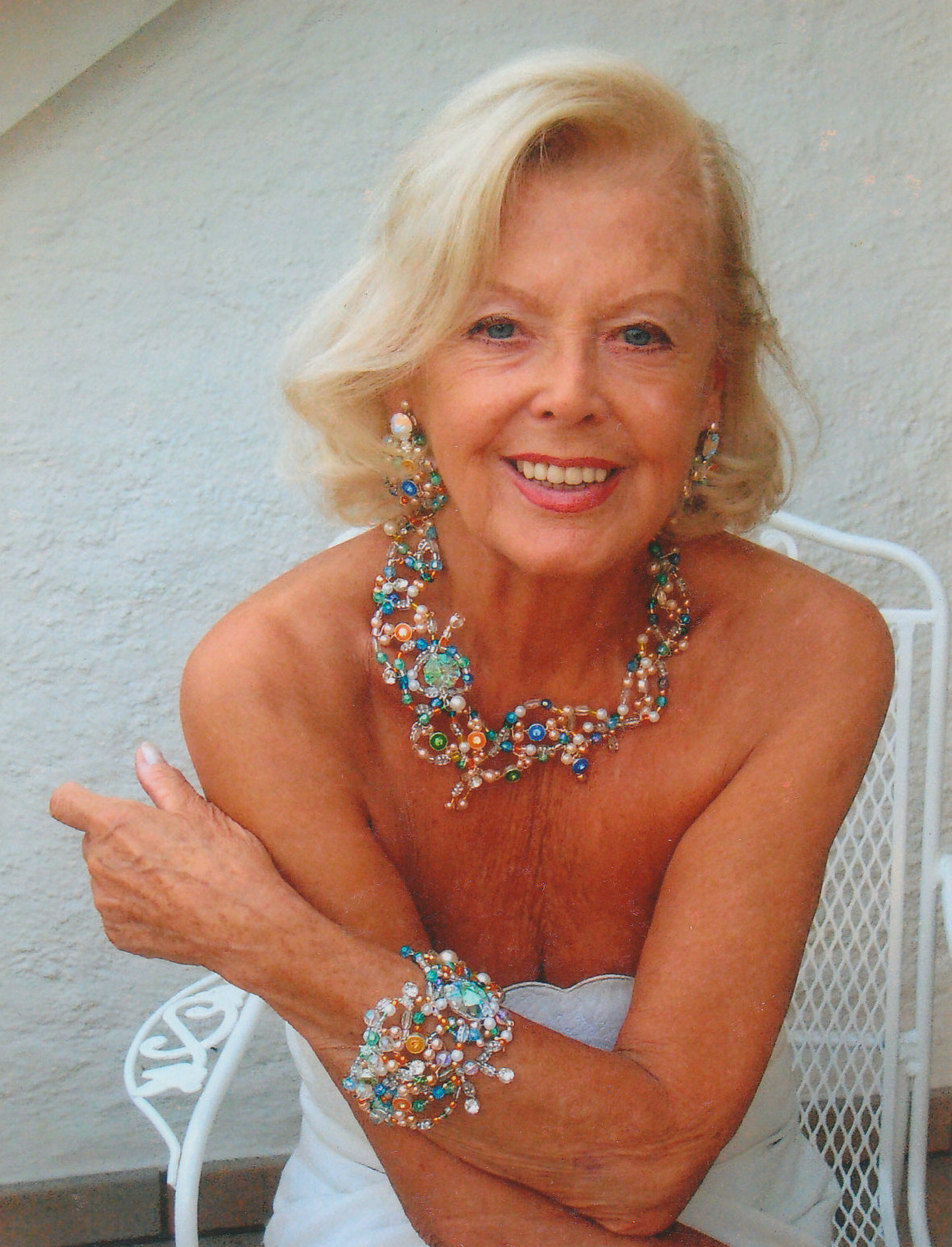
Christel Schaack (1925–2021)

- Schaack, Didi (* 1951), deutscher Schauspieler
- Schaack, Ernst (* 1935), deutscher Pädagoge
- Schaack, Michael (* 1957), deutscher Regisseur und Filmproduzent
- Schaacke, Ingeburg (1910–1966), deutsche Mineralogin

### Schaad
- Schaad, Alex (* 1990), deutscher Regisseur und Drehbuchautor
- Schaad, Andreas (* 1965), Schweizer Nordischer Kombinierer
- Schaad, Anni (1911–1988), deutsche Gründerin der Modeschmuckwerkstatt Langani
- Schaad, Dieter (1926–2023), deutscher Schauspieler
- Schaad, Dimitrij (* 1985), deutscher Schauspieler und Autor
- Schaad, Fabian (* 1992), Schweizer Skilangläufer
- Schaad, Felix (* 1961), Schweizer Comiczeichner und Karikaturist
- Schaad, Gritli (1916–2004), Schweizer Skirennfahrerin
- Schaad, Hans (1890–1976), Schweizer Illustrator, Grafiker und Maler
- Schaad, Isolde (* 1944), Schweizer Journalistin und SchriftstellerinIsolde Schaad (* 1944)

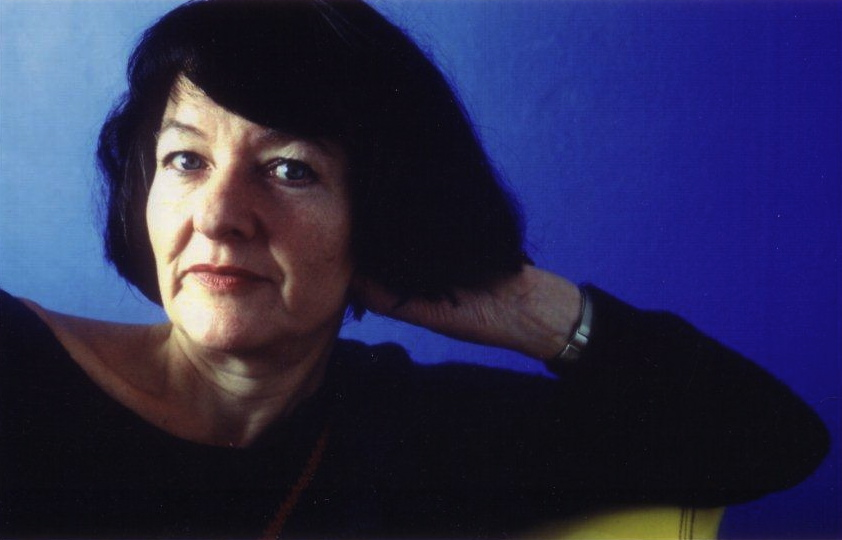
Isolde Schaad (* 1944)

- Schaad, Kurt (* 1950), Schweizer Fernsehmoderator
- Schaad, Reinhold (1884–1946), deutscher Cellist, Komponist und Dichter
- Schaad, Roman (* 1993), Schweizer Skilangläufer
- Schaad, Rudolf (1901–1990), deutscher Filmeditor und Filmregisseur
- Schaad, Walter H. (1902–1990), Schweizer Architekt
- Schaad, Werner (1905–1979), Schweizer Maler, Zeichner, Glasmaler und Zeichenlehrer
- Schaade, Arthur (1883–1952), deutscher Semitist
- Schaade, Gudrun (* 1942), deutsche Ergotherapeutin
- Schaade, Lars (* 1966), deutscher Mediziner (Mikrobiologe und Infektionsepidemiologe)

### Schaaf
- Schaaf, Anton (* 1890), deutscher Landwirt und Politiker (Zentrum), MdL
- Schaaf, Anton (1962–2020), deutscher Politiker (SPD), MdB
- Schaaf, Bree (* 1980), US-amerikanische Skeletonpilotin
- Schaaf, Carl Heinrich (1827–1904), deutscher Theologe
- Schaaf, Christian Patrick (* 1978), deutscher Humangenetiker
- Schaaf, Eric (* 1990), deutscher Fußballspieler
- Schaaf, Erwin (1933–2023), deutscher Historiker und Pädagoge
- Schaaf, Franz († 1821), deutscher Buchbindermeister, Bürgermeister und Abgeordneter im Fürstentum Waldeck
- Schaaf, Franz (1919–1991), deutscher Unternehmer und Politiker (CDU), MdL
- Schaaf, Friederike (* 1993), deutsche Fußballspielerin
- Schaaf, Friedrich Ludwig Johann (1806–1869), Kreisrat
- Schaaf, Fritz (1926–1999), deutscher Bibliothekar
- Schaaf, Geoff (1946–2023), US-amerikanischer Filmregisseur, Kameramann und Filmproduzent
- Schaaf, Hanni (* 1933), deutsche Schriftstellerin
- Schaaf, Irmgard (1925–2008), deutsche Tanzpädagogin
- Schaaf, Jean (1874–1915), deutscher Radrennfahrer
- Schaaf, Johannes (* 1898), deutscher Veterinärmediziner und Hochschullehrer
- Schaaf, Johannes (1920–1994), deutscher Mediziner und Hochschullehrer
- Schaaf, Johannes (1933–2019), deutscher Regisseur und Schauspieler
- Schaaf, Julius (1910–1994), deutscher Philosoph
- Schaaf, Libby (* 1965), US-amerikanische Politikerin
- Schaaf, Michael (* 2000), deutscher Eishockeyspieler
- Schaaf, Otto (* 1956), deutscher Bauingenieur mit wasserwirtschaftlichem Schwerpunkt
- Schaaf, Paul (1888–1979), deutscher Politiker (NSDAP), MdR
- Schaaf, Philippe (* 1968), französischer Handballspieler
- Schaaf, Remco van der (* 1979), niederländischer Fußballspieler
- Schaaf, Thomas (* 1961), deutscher Fußballspieler und -trainerThomas Schaaf (* 1961)

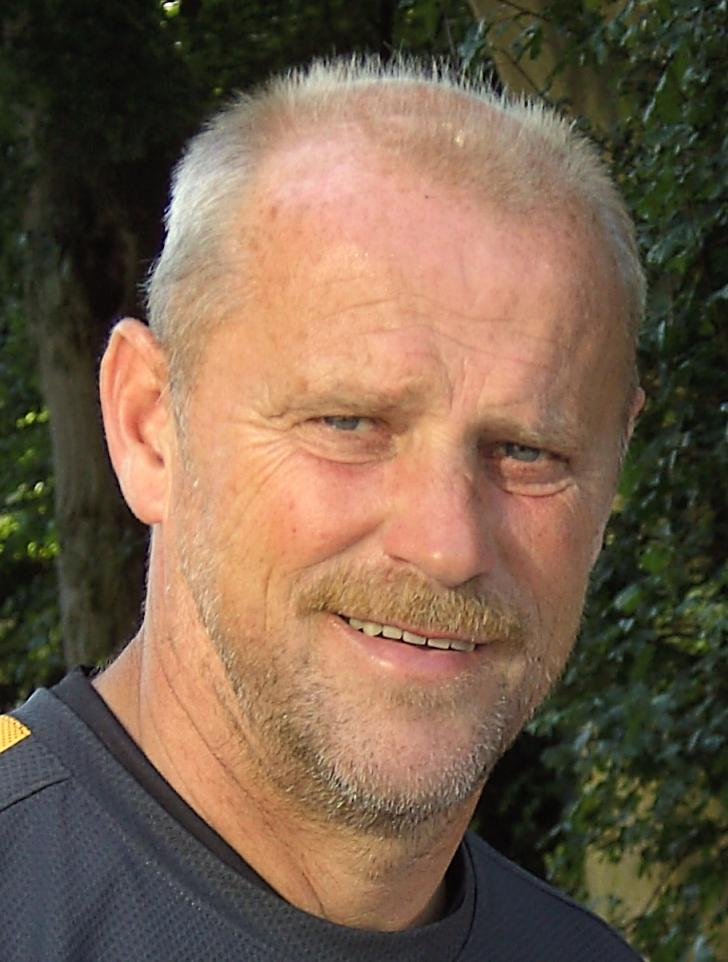
Thomas Schaaf (* 1961)

- Schaaf, Wilhelm (1897–1976), deutscher Manager
- Schaaff, Alexander (1875–1942), deutscher Maler
- Schaaff, Friedrich Theodor (1792–1876), badischer Verwaltungsbeamter und Parlamentarier
- Schaaff, Paul (1885–1966), deutscher Politiker
- Schaaff, Peter (* 1962), deutscher Comiczeichner
- Schaaffhausen, Abraham (1756–1824), Kölner Bankier
- Schaaffhausen, Albert (1876–1960), Architekt
- Schaaffhausen, Hermann (1816–1893), deutscher Anthropologe und Mediziner
- Schaafsma, Jamie (* 1983), niederländisch-kanadischer Eishockeyspieler

### Schaah
- Schaah, Ernst Albert (1900–1975), deutscher Schauspieler

### Schaak
- Schaak, Dominique (* 1990), deutscher Autorennfahrer
- Schaak, Liselotte (1903–1996), deutsche Schauspielerin
- Schaak, Winni (* 1957), deutscher Bildhauer
- Schaake, Birte (* 1960), deutsche Basketballtrainerin und ehemalige Basketballspielerin
- Schaake, Finja (* 1992), deutsche Basketballspielerin
- Schaake, Jannik (* 1989), deutscher Boulespieler
- Schaake, Katrin (* 1931), deutsche Schauspielerin
- Schaake, Marietje (* 1978), niederländische Politikerin (D66), MdEP
- Schaake, Wilhelm (1790–1827), deutscher Kaufmann, Bürgermeister und Politiker

### Schaal
- Schaal, Barbara A. (* 1947), US-amerikanische Evolutionsbiologin
- Schaal, Dirk (* 1970), deutscher Wirtschaftshistoriker und Hochschullehrer
- Schaal, Dominik (* 1985), deutscher Fußballschiedsrichter
- Schaal, Eric (1905–1994), deutscher Fotograf
- Schaal, Eugen (1842–1928), deutscher Chemiker
- Schaal, Ferdinand (1889–1962), deutscher Offizier, zuletzt General der Panzertruppe im Zweiten Weltkrieg
- Schaal, François Ignace (1747–1833), französischer General der Révolution und des Premier Empire
- Schaal, Friedrich von (1842–1909), deutscher Eisenbahn- und Wasserbauingenieur und württembergischer Baubeamter
- Schaal, Gabriele (* 1944), deutsche Basketballspielerin
- Schaal, Gary (* 1971), deutscher Politikwissenschaftler
- Schaal, Hans (1888–1963), deutscher Lehrer und Klassischer Archäologe
- Schaal, Hans Dieter (1943–2025), deutscher Architekt, Bühnenbildner und Künstler
- Schaal, Hans-Jürgen (* 1947), deutscher Richter am Bundesgerichtshof
- Schaal, Hans-Jürgen (* 1958), deutscher Jazzautor und Jazz-Journalist
- Schaal, Karl-August (1935–2017), deutscher Politiker (REP), MdL
- Schaal, Klaus Peter (1940–2016), deutscher Mediziner und Mikrobiologe
- Schaal, Kristen (* 1978), US-amerikanische Schauspielerin, Autorin und KomikerinKristen Schaal (* 1978)

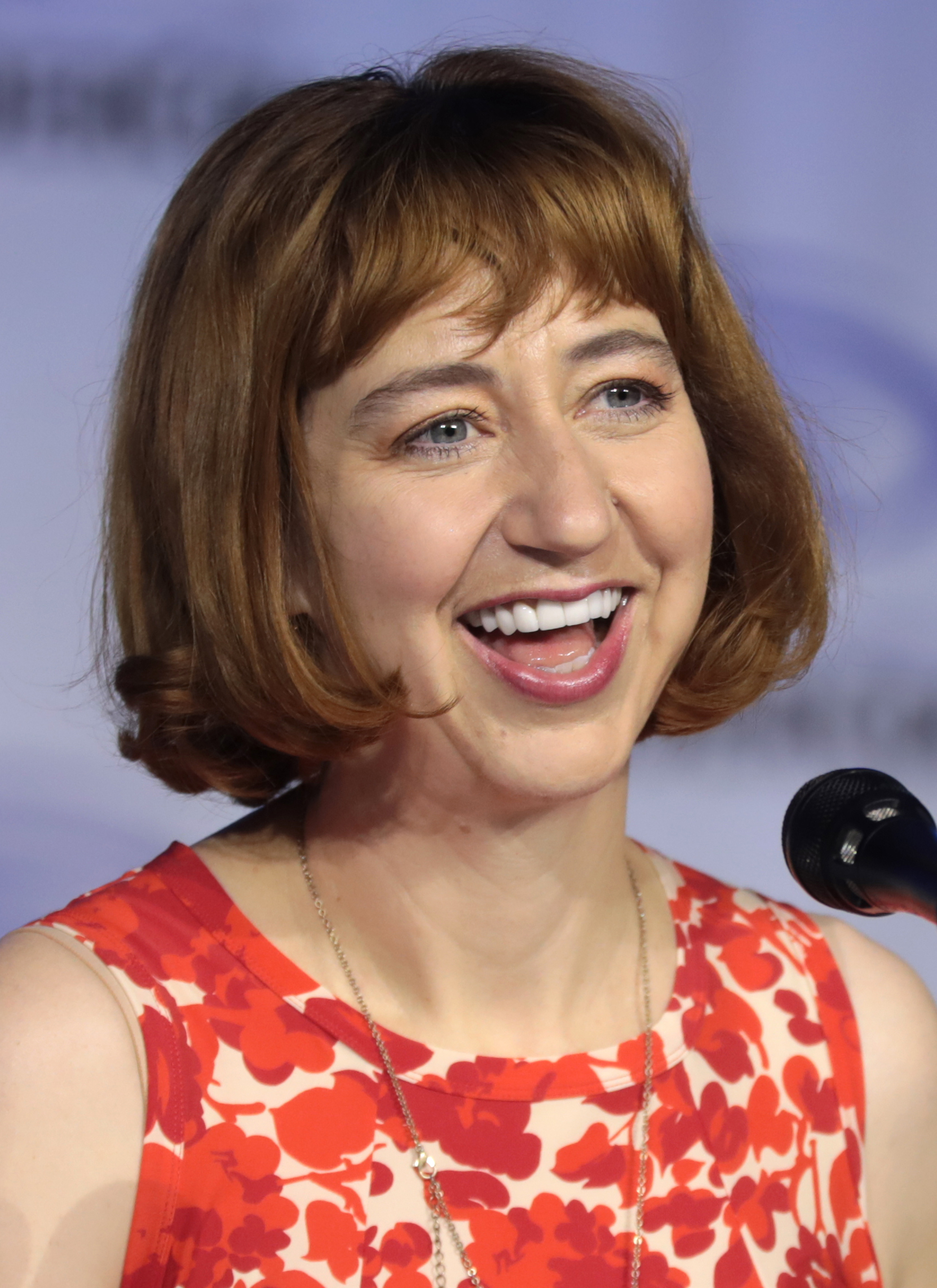
Kristen Schaal (* 1978)

- Schaal, Lucas (* 1990), deutscher Politiker (CDU), MdA
- Schaal, Monika (* 1945), deutsche Politikerin (SPD), MdHB
- Schaal, Ulrich (* 1964), deutscher Manager und Schriftsteller
- Schaal, Wendy (* 1954), US-amerikanische Schauspielerin
- Schaal, Werner (* 1934), deutscher Mathematiker
- Schaalan, Hazim asch- (* 1947), irakischer Politiker und Verteidigungsminister
- Schaale, Gerald (* 1955), deutscher Schauspieler und Synchronsprecher
- Schaale, Ortrud (1914–1986), deutsche Lehrerin auf den Azoren
- Schaalman, Herman (1916–2017), US-amerikanischer Rabbiner

### Schaan
- Schaanning, Hans (1878–1956), norwegischer Ornithologe und Polarforscher

### Schaap
- Schaap, Elise (* 1982), niederländische Schauspielerin und SängerinElise Schaap (* 1982)

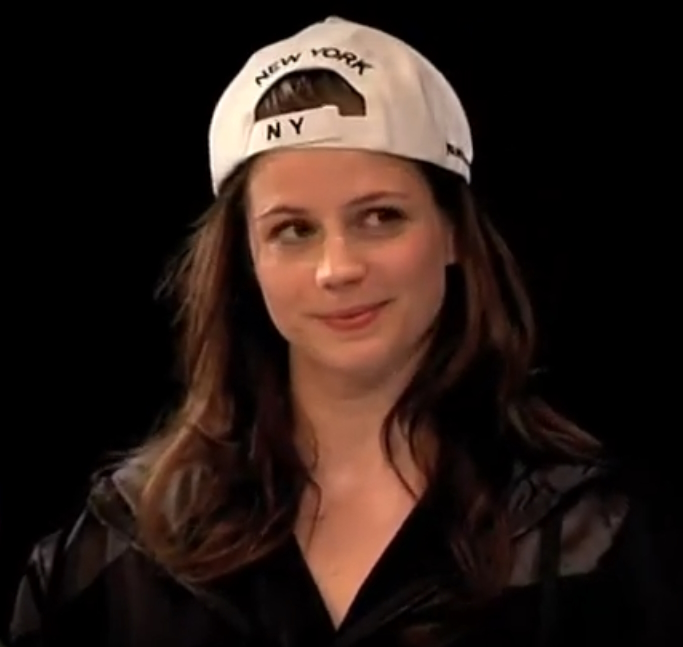
Elise Schaap (* 1982)

- Schaap, Franz (1911–1983), deutscher Politiker (SPD), MdL
- Schaap, Fritz (* 1981), deutscher Journalist und Autor
- Schaap, Phil (1951–2021), amerikanischer Hörfunkmoderator, Historiker, Jazzautor und Musikproduzent
- Schaap, Rinus (1922–2006), niederländischer Fußballspieler
- Schaap, Walter E. (1917–2005), US-amerikanischer Übersetzer, Jazzautor und Diskograf
- Schaapman, Karina (* 1960), niederländische Politikerin und Schriftstellerin

### Schaar
- Schaar, Bettina (* 1963), deutsche Sportwissenschaftlerin
- Schaár, Erzsébet (1908–1975), ungarische Bildhauerin
- Schaar, Fabian (* 1989), deutscher Radsportler
- Schaar, Gertraud (1937–2014), deutsche Textilgestalterin
- Schaar, Giselher (1934–2001), deutscher Radio- und Fernsehjournalist sowie Autor
- Schaar, Manja (* 1979), deutsche Schauspielerin und Drehbuchautorin
- Schaar, Mohammed asch- (* 1950), syrischer Politiker
- Schaar, Peter (* 1954), deutscher Datenschutzexperte
- Schaar, Sara (* 1985), österreichische Politikerin (SPÖ)
- Schaar, Tom (* 1999), US-amerikanischer SkateboardfahrerTom Schaar (* 1999)

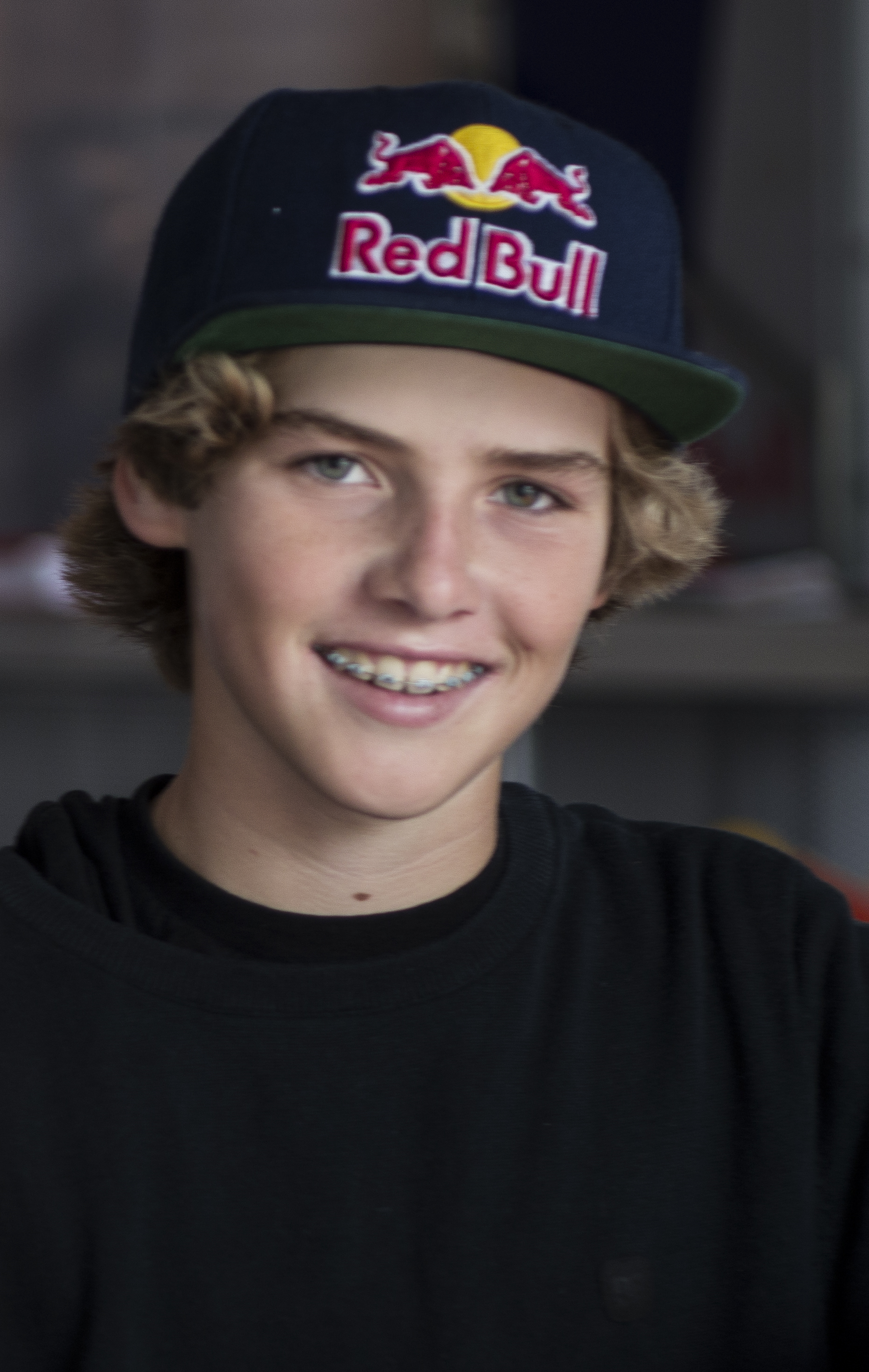
Tom Schaar (* 1999)

- Schaar, Ursula (1923–2005), deutsche Pädagogin und Landespolitikerin (AL, Die Grünen), MdA
- Schaar, Werner (* 1948), deutscher Fußballspieler
- Scha’ari, Jehuda (1920–1997), israelischer Politiker
- Schaarmann, Werner (* 1948), deutscher Maler, Bildhauer und Fotograf
- Schaars, Stijn (* 1984), niederländischer Fußballspieler
- Schaarschmidt, Arthur (1879–1959), deutscher Radiologie-Ingenieur
- Schaarschmidt, August (1720–1791), deutscher Mediziner
- Schaarschmidt, Carl (1822–1908), deutscher Bibliothekar
- Schaarschmidt, Florian (* 1983), deutscher Volleyballspieler
- Schaarschmidt, Friedemann (1934–2005), deutscher Paläobotaniker
- Schaarschmidt, Friedrich (1863–1902), deutscher Landschafts- und Figurenmaler der Düsseldorfer Schule, Konservator und Kunstschriftsteller
- Schaarschmidt, Friedrich (1892–1983), deutscher Ingenieur und Manager
- Schaarschmidt, Fritz (1901–1970), deutscher Architekt
- Schaarschmidt, Johann Friedrich (1754–1813), deutscher Pädagoge und Autor
- Schaarschmidt, Johann Georg (1932–2022), deutscher Dirigent, Opernregisseur und Hochschulrektor
- Schaarschmidt, Paul (1874–1955), deutscher Architekt und Bauunternehmer
- Schaarschmidt, Peter (* 1940), deutscher Fußballspieler
- Schaarschmidt, Samuel (1709–1747), deutscher Physiologe und Pathologe
- Schaarschmidt, Samuel (* 1993), deutscher Schauspieler
- Schaarschmidt, Siegfried (1925–1998), deutscher Übersetzer, Lyriker und Essayist
- Schaarschmidt, Thomas (* 1960), deutscher Historiker
- Schaarschmidt, Thomas (* 1975), deutscher Basketballfunktionär
- Schaarschmidt, Uwe (* 1943), deutscher Psychologe, Professor für Psychologie, für Persönlichkeits- und Differentielle Psychologie
- Schaarschuch, Kurt (1905–1955), deutscher Fotograf
- Schaarwächter, Hans (1901–1984), deutscher Journalist und Dramaturg
- Schaarwächter, Julius Cornelius (1847–1904), deutscher Berufsfotograf und Verleger
- Schaarwächter, Jürgen (* 1967), deutscher Musikwissenschaftler

### Schaat
- Schaath, Nabil (* 1938), palästinensischer Politiker der Fatah